# Потеряевка (Рубцовский район)
Потеряевка — поселок в Рубцовском районе Алтайского края. Входит в состав Новосклюихинского сельсовета.

## История
Основан в 1922 году. В 1928 году посёлок Потеряевский состоял из 52 хозяйств, основное население — украинцы. В составе Надеждинского сельсовета Рубцовского района Рубцовского округа Сибирского края. В 1931 году состоял из 64 хозяйств, в составе Поповского сельсовета Рубцовского района.

## Население
| 1926 | 1931 | 1997 | 1998 | 1999 | 2000 |
| ---- | ---- | ---- | ---- | ---- | ---- |
| 294  | ↘275 | ↗292 | ↘251 | ↘234 | ↘230 |
| 2001 | 2002 | 2003 | 2004 | 2005 | 2006 |
| ↘218 | ↗220 | ↘210 | ↘209 | ↗211 | ↗222 |
| 2007 | 2008 | 2009 | 2010 | 2011 | 2012 |
| ↗227 | →227 | ↘224 | ↘201 | ↗205 | ↘194 |
| 2013 |      |      |      |      |      |
| ↘187 |      |      |      |      |      |